# تشارلي دانيلز (لاعب كرة قاعدة)
تشارلي دانيلز (بالإنجليزية: Charlie Daniels)‏ هو لاعب كرة قاعدة أمريكي، ولد في 1 يوليو 1861 في Roxbury, Boston ‏ في الولايات المتحدة، وتوفي في 9 فبراير 1938 في بوسطن في الولايات المتحدة.

## وصلات خارجية
- تشارلي دانيلز على موقعبيزبول رفرنس.كوم (الدوري الرئيسي) (الإنجليزية)
- تشارلي دانيلز على موقعبيزبول رفرنس.كوم (الدوري الثانوي) (الإنجليزية)